# پرسش‌نامه

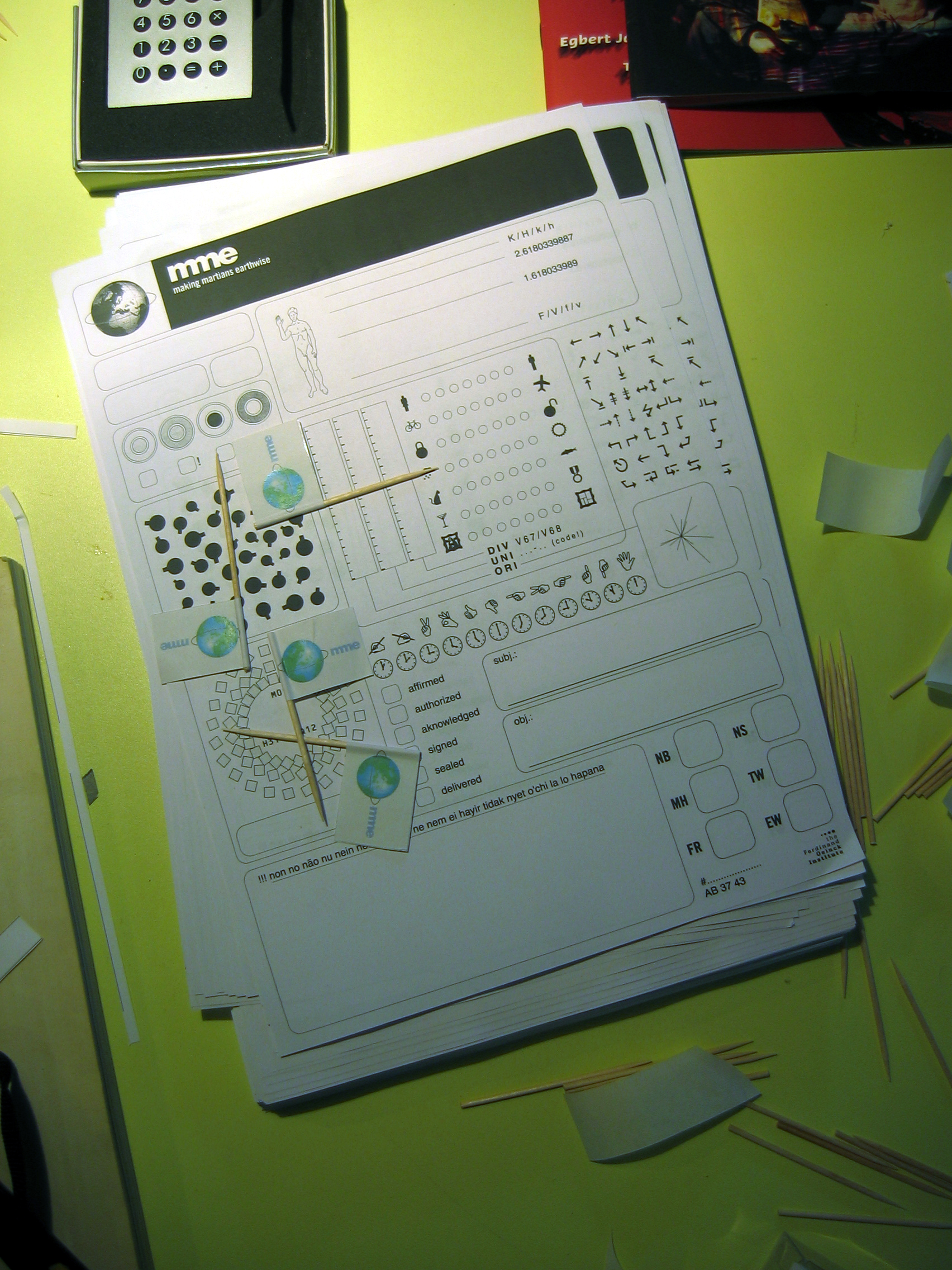
یک پرسشنامه کاغذی که هنوز پر نشده‌است.

پرسش‌نامه (انگلیسی: questionnaire) یکی از ابزار پژوهش بوده که از مجموعه‌ای از پرسش‌ها تشکیل شده‌است و هدف جمع‌آوری اطلاعات از پاسخ‌دهندگان را دنبال می‌کند. اگرچه اغلب آن‌ها را برای آنالیز آماری پاسخ دهندگان سامان داده‌اند، همیشه شرایط این‌گونه نیست. فرانسیس گالتون، پرسش‌نامه را اختراع نمود.
پرسش‌نامه‌ها نسبت به دیگر انواع روش‌های آمارگیری مزایایی دارند از جمله این‌که ارزان هستند، مانند آمارگیری تلفنی و زبانی، نیاز به تلاش فراوان پرسشگر (سؤال‌کننده) ندارند، و اغلب دارای پاسخ‌های استانداردی می‌باشند که امکان جمع‌آوری داده را ساده‌تر می‌کند. اما، ممکن است چنین پاسخ‌های استانداردی نیز کاربران را ناامید کند. یکی از محدودیت‌های جدی پرسش‌نامه‌ها اینست که باید به گونه‌ای تنظیم شوند که افراد به راحتی توانایی خواندن و پاسخ دادن به آن‌ها را دارند. بنابرین در برخی گروه‌های دموگرافی، ممکن است استفاده از پرسش‌نامه برای گردآوری داده مناسب نباشد.
همچنین به عنوان نوعی آمارگیری، پرسش‌نامه دارای بسیاری از اشکالات یکسان مربوط به ساختار و جمله‌بندی سؤال است که در سایر نظرسنجی‌ها نیز می‌توان مشابه آن را یافت.
پرسش‌نامه‌ها کاربردهای مختلفی دارند. در برخی مواقع از آن‌ها برای نظرسنجی استفاده می‌شود. در مواقع دیگری پرسش‌نامه‌ها برای سنجش برخی متغیرها در پژوهش‌های دانشگاهی به کار می‌روند. همچنین در رشته‌هایی مانند روان‌شناسی، از پرسش‌نامه برای ارزیابی بیماران پیش و پس از درمان از پرسش‌نامه استفاده می‌شود.

## انواع
می‌توان بین پرسش‌نامه‌هایی که متغییرهای جداگانه را اندازه‌گیری می‌کنند و پرسش‌نامه‌هایی که سؤالاتشان در یک مقیاس یا فهرست جمع شده‌اند، فرق قائل شد. پرسش‌نامه‌های نوع اول، اغلب بخشی از نظرسنجی‌ها هستند، ولی پرسشنامه‌های نوع دوم بیشتر به عنوان بخشی از آزمون‌ها مطرح می‌شوند.
پرسش‌نامه‌هایی که سؤالاتشان متغیرهای جداگانه را اندازه‌گیری می‌کنند، می‌توانند سؤالاتی در این زمینه‌ها داشته باشند:
- اولویت‌ها (مثلاً بخش سیاسی)
- رفتارها (مثلاً مصرف غذا)
- حقایق (مثلاً جنسیت)

پرسش‌نامه‌هایی که سؤالاتشان در یک مقیاس یا فهرست جمع‌بندی شده‌است، شامل سؤالاتی هستند که موارد زیر را اندازه می‌گیرد:
- صفات پنهان (مثلاً صفات شخصی مانند برون‌گرایی)
- نگرش‌ها (مثلاً نسبت به مهاجرت)
- یک فهرست (مثلاً شرایط اقتصادی اجتماعی)

### نمونه‌ها
- یک پرسش‌نامه تناوب غذایی، پرسش‌نامه‌ای است که انواع رژیم‌های غذایی مصرفی مردم را ارزیابی می‌کند و می‌توان از ان به عنوان یکی از ابزار مطالعه استفاده نمود. نمونه‌های استفاده از آن شامل ارزیابی دریافت ویتامین‌ها یا سمومی مانند آکریل مید می‌باشد.[۲][۳]

## ساختار پرسش‌نامه
ساختار کلی پرسش‌نامه از یک عنوان و بخش‌های زیرشاخه‌ای تشکیل شده‌است.

## انواع پرسش
معمولاً پرسش‌نامه شامل تعدادی سؤال است که پاسخ‌دهنده باید به شکل دسته‌ای به آن‌ها پاسخ دهد. بین سؤالات بی‌انتها و گزینه‌ای تفاوت وجود دارد. یک سؤال بی‌انتها از پاسخ‌دهنده می‌خواهد تا پاسخ خود را با قاعده و قانون بیان کند، ولی یک پرسش گزینه‌ای از پاسخ‌دهنده درخواست می‌کند تا پاسخ خود را از بین گزینه‌های ارائه شده انتخاب نماید. باید در این نوع سؤالات، گزینه‌ها همه‌جانبه و دوبه‌دو ناسازگار باشند. برای سؤالات گزینه‌ای چهار مقیاس پاسخ تعیین شده‌است:
- دوبخشی، که پاسخ‌دهنده دو گزینه در پیش رو دارد.
- اسمی، که در آن پاسخ‌دهنده بیش از دو گزینه بدون نظم دارد.
- ترتیبی، که در آن پاسخ‌دهنده بیش از دو گزینه منظم دارد.
- مداوم (کران‌دار)، که در آن پاسخ‌دهنده با مقیاسی مداوم روبه‌رو می‌شود.

جواب پاسخ‌دهنده به یک سؤال بی‌انتها (بدون گزینه) به یک مقیاس پاسخ تبدیل می‌شود. نمونه‌ای از سؤال بی‌انتها سؤالی است که پاسخش یک جمله کامل است.

### دنباله پرسش
در حالت عمومی، سؤالات به‌طور منطقی پشت سر هم قرار گرفته باشند. برای به دست‌آوردن بهترین سرعت پاسخ، سؤالات باید از کمترین حساسیت تا بیشترین حساسیت، از واقعی و رفتاری به نگرشی، و از عمومی به خصوصی مرتب شوند.
یک جریان معین وجود دارد که در هنگام ساختن پرسش‌نامه در رابطه با ترتیبی که سؤالات پرسیده می‌شوند باید آن را طی نمود. این ترتیب بدین‌گونه است:
1. غربالگری‌ها
2. دست‌گرمی‌ها
3. انتقال‌ها
4. پرش‌ها
5. دشوار
6. تغییر فرمول

غربالگری‌ها به عنوان روش غربال‌گری برای یافتن این است که آیا یک شخص باید این پرسش‌نامه را کامل کند یا نه. پاسخ به دست‌گرمی‌ها آسان است، جذابیت بررسی را افزایش می‌دهد، و ممکن است حتی به اهداف تحقیقاتی مربوط نباشند. سؤالات انتقال برای ایجاد پیوستگی بین زمینه‌های مختلف می‌شوند. پرش‌ها شامل سؤالاتی مانند این سؤال می‌شوند «اگر آری، پس به سؤال ۳ پاسخ دهید. اگر نه، به سؤال ۵ بروید.» سؤالات دشوار در انتها قرار می‌گیرند، زیرا پاسخ دهندگان در حالت پاسخ قرار دارند. همچنین، در هنگام تکمیل کردن پرسشنامه آنلاین، موانع حرکت، به پاسخ دهندگان امکان می‌دهند که بدانند آن‌ها بخشی را تمام کرده‌اند و قرار است به سؤالات سخت‌تر پاسخ دهند. طبقه‌بندی، یا سؤالات دموگرافیک باید در انتها قرار گیرند، زیرا آنان شبیه سؤالات شخصی هستند و ممکن است سبب ناراحتی پاسخ‌دهنده و ناقص ماندن آمارگیری شوند.

### توالی سؤالات
توالی سؤالات، یعنی ترتیب خاصی که سؤالات در اختیار پاسخگو قرار می‌گیرند، یک منبع بالقوه خطاست. یک تعداد رهنمودهای کلی باعث کاهش احتمال تولید خطای سنجش ناشی از توالی سؤالات می‌شود. سؤالات اول باید ساده، عینی و جالب باشند. اگر پاسخ دهندگان نتوانند سؤالات اول را به آسانی پاسخ دهند یا برایشان جالب نباشند، شاید از تکمیل بقیهٔ پرسشنامه شانه خالی کنند.
ترتیب قرار گرفتن سوالات در یک پرسش‌نامه اهمیت دارد چرا که محتوای سوالات ابتدایی می‌توانند بر پاسخ سوالات بعدی تأثیر بگذارند، به‌طور مثال اگر در سؤالی از کاربر پرسیده شود:
"میوه مورد علاقه شما کدام است؟ -سیب -انار -هلو -هندوانه
و در سؤال بعدی پرسیده شود: «در هفته چه مقدار میوه می‌خورید»
در این صورت ذهن پاسخ‌دهنده روی ۴ میوه پیشنهادی در سؤال قبل، تمرکز می‌کند و شاید برخی از میوه‌های مصرفی را در تعیین مقدار میوه خورده شده، به حساب نیاورد!
به این اثر Priming گفته می‌شود.

## حالت‌های اجرای پرسش‌نامه
حالت‌های اصلی اجرای پرسش‌نامه عبارتند از:
- اجرای رودرروی پرسش‌نامه، که در آن فرد پرسشگر سؤالات را به‌طور شفاهی مطرح می‌کند.
- اجرای کاغذ و خودکاری پرسش‌نامه، که سؤالات بر روی کاغذی ثبت شده‌اند.
- اجرای کامپیوتری پرسش‌نامه، که در آن سؤالات از طریق کامپیوتر عرضه می‌شوند.
- اجرای کامپیوتری انطباقی پرسش‌نامه، که در آن سؤالاتی منتخب بر روی کامپیوتر ارائه شده‌اند و بر اساس پاسخ به آن سؤالات، رایانه سؤالات بعدی را طوری انتخاب می‌کند که مناسب توانایی آنان باشد.

## مزایا و معایب پرسش‌نامه
همانند هر ابزاری، پرسشنامه‌ها نیز مزایا و معایبی دارند. از جمله مزایای پرسش‌نامه‌ها می‌توان به ارزان بودن آن در مقایسه با سایر ابزارها، منعطف بودن، تحلیل آسان، قابلیت استفاده در گستره وسیع، قابلیت مقایسه با نتایج دیگران و نداشتن محدودیت زمانی در پر کردن آن اشاره کرد. معایب پرسشنامه نیز شامل ارائه پاسخ‌های نادرست از طرف آزمودنی‌ها، بدون پاسخ گذاشتن برخی از گویه‌ها، تفاوت در فهم سوالات، دشوار بودن انتقال احساس، دشواری تحلیل سوالات باز پاسخ، و سوگیری پاسخ‌دهندگان است. 

## مراحل طراحی پرسش‌نامه

### 1. تعیین هدف
اولین و مهم‌ترین مرحله در طراحی پرسش‌نامه، تعیین هدف اصلی است. سوالات پرسش‌نامه باید به‌طور مستقیم به سوالات تحقیق پاسخ دهند و اطلاعات موردنیاز برای تحلیل‌های علمی را فراهم کنند. هدف تحقیق باید به‌طور دقیق مشخص شود تا سوالات متناسب با آن طراحی شوند. 

### 2. انتخاب جامعه آماری مناسب
پرسش‌نامه‌ها باید بر اساس جامعه آماری طراحی شوند. تعیین دقیق گروه هدف و مشخص کردن ویژگی‌های آن‌ها مانند سن، جنسیت، سطح تحصیلات و شغل از اهمیت بالایی برخوردار است. جامعه آماری باید به‌طور مشخص نمایانگر گروه موردنظر تحقیق باشد تا نتایج به‌دست‌آمده دقیق و قابل استناد باشند.

### 3. انتخاب نوع سوالات
برای طراحی یک پرسش‌نامه مناسب، انتخاب نوع سوالات بسیار مهم است. نوع سوالات باید با توجه به نیازهای تحقیق و نوع داده‌هایی که باید جمع‌آوری شوند، انتخاب شود. برخی از انواع سوالات رایج شامل موارد زیر هستند:
- سوالات چند گزینه‌ای (Multiple Choice): به شرکت‌کنندگان اجازه می‌دهد یک یا چند گزینه از پیش تعیین‌شده را انتخاب کنند.
- سوالات باز (Open-ended): به پاسخ‌دهندگان اجازه می‌دهد تا نظر یا تجربه شخصی خود را به‌صورت کامل بیان کنند.
- سوالات طیف لیکرت (Likert Scale): برای اندازه‌گیری نگرش‌ها یا احساسات افراد نسبت به یک موضوع خاص در مقیاس موافقت یا مخالفت استفاده می‌شود.

### 4. توالی سوالات و جریان منطقی
سوالات باید به‌گونه‌ای طراحی شوند که از ساده به پیچیده پیش بروند و جریان منطقی پرسش‌نامه حفظ شود. این کار به پاسخ‌دهندگان کمک می‌کند که به‌راحتی به سوالات پاسخ دهند و از سردرگمی یا خستگی جلوگیری شود. همچنین، سوالات باید به‌طور طبیعی و بدون تداخل یکدیگر مطرح شوند.

### 5. طراحی سوالات شفاف و بدون ابهام
سوالات پرسش‌نامه باید به‌صورت ساده و بدون ابهام نوشته شوند تا پاسخ‌دهندگان به‌درستی مفهوم سوالات را درک کنند. استفاده از جملات ساده و روشن و پرهیز از اصطلاحات فنی یا پیچیده در طراحی پرسش‌نامه بسیار مهم است. سوالات پیچیده یا مبهم ممکن است باعث ارائه اطلاعات نادرست یا گمراه‌کننده شوند.

### 6. تعیین طول پرسش‌نامه
طول پرسش‌نامه باید متناسب با زمان و توانایی پاسخ‌دهندگان طراحی شود. پرسش‌نامه‌هایی که بیش‌ازحد طولانی هستند ممکن است منجر به خستگی یا ترک پاسخ‌دهی توسط شرکت‌کنندگان شوند. بهتر است تعداد سوالات به‌گونه‌ای انتخاب شود که تمامی جنبه‌های تحقیق را پوشش دهد، اما در عین حال خسته‌کننده نباشد.

### 7. آزمایش اولیه پرسشنامه (Pilot Test)
پس از طراحی اولیه پرسش‌نامه، بهتر است آن را بر روی یک گروه کوچک آزمایش کنید تا از کیفیت سوالات و صحت عملکرد پرسش‌نامه اطمینان حاصل کنید. این مرحله به شما کمک می‌کند تا مشکلات احتمالی پرسش‌نامه را شناسایی و قبل از اجرای نهایی آن اصلاح کنید.